# Oreste Mattirolo
Giovanni M. Marsili (Turín, 7 de diciembre de 1856 – ibíd. 3 de diciembre de 1947) fue un naturalista, micólogo, botánico, médico, italiano

## Biografía
Era hijo del abogado Gerolamo Mattirolo y de Giuseppina Colli.
En 1872, comenzó a asistir a la facultad de Ciencias naturales en la Universidad de Turín, donde se licenció en el 1876. Y además en el 1879 agregó los de medicina y cirugía.
En 1894, fue profesor ordinario de botánica y director del Jardín Botánico de Bolonia.
Entre 1900 a 1932 fue titular de la cátedra de botánica y director del Jardín Botánico de la Universidad de Turín, y en esa Universidad al final de su carrera fue nombrado profesor emérito.
Contrariamente a lo que fueron los botánicos de la época, especialmente dedicada al catálogo y descripción de especies de plantas, Mattirolo, se dedicó a la investigación en biología vegetal aplicando el método científico, tratando de interpretar las formas y funciones que observaba. Fue con tal óptica en mente que profundizó en la simbiosis de los basidiolíquenes.
En 1886 inició a publicar trabajos científicos sobre anatomía microscópica.
Publicó cerca de cuarenta artículos sobre fungi hipogeos, en particular de Tuberaceae, describiendo nueve especies y estudiando las relaciones simbióticas que instauran con las plantas superiores (micorriza).

## Honores
Miembro de
- 1918: Academia Nacional de Ciencias
- Accademia dei Lincei,

También fue director de la Escuela de Farmacia y presidente de la Sociedad Botánica Italiana y de la Academia de Agricultura de Turín.
En 1939, fue nominado como senador del Reino de Italia por méritos científicos.
Casado con María Stuardi de la cual tuvieron tres hijo. Está sepultado nel Cimitero monumentale di Torino (campo primitivo ovest-nicchione 254).